# ISO 19117
Lo standard ISO19117 - Rappresentazione fa parte degli standard prodotti da ISO/TC211 e definisce uno schema per la rappresentazione delle informazioni geografiche in una forma comprensibile da parte di esseri umani. Essa comprende la metodologia per descrivere i simboli e per la mappatura dello schema su uno schema applicativo. La norma non comprende la normazione dei simboli cartografici e la loro descrizione geometrica e funzionale.
La norma italiana UNI-EN-ISO19117 è la versione ufficiale in lingua inglese della norma europea EN ISO 19117 (edizione luglio 2006).